# あと一歩
『あと一歩』（あといっぽ）は、J☆Dee'Zの1枚目のミニアルバムで2018年3月7日にソニー・ミュージックレコーズから発売。

## 概要
女子高生ボーカル&ダンスグループならではの歌詞と新たなチャレンジが詰め込まれた、J☆Dee’Z初のミニアルバム「あと一歩」。
この１枚で、今のJ☆Dee'Zの全てを堪能できる作品となっている。

## 楽曲解説
あと一歩
2020年に東京で行われるオリンピックに向けて、メダル獲得が大いに期待される女子バスケットボールの国内トップリーグの【Wリーグ】公式応援ソングとして“実際の選手の体験談”を基に描かれた一曲。熱く疾走感のあるサウンドで、J☆Dee’Zの真骨頂ともいえる楽曲に仕上がっている。
 
Crazy For YouとORIGINAL
ガールズスカ・ロックバンドORESKABANDによるプロデュース曲で、今までのイメージを覆すかのようなロックチューンなナンバー。
全部好き。
遊助の人気楽曲「全部好き。」のカバー
Dance Dance Solution
レトロなディスコサウンドに“JKあるある”を詰め込んだ歌詞が楽しい楽曲になっている
三月
卒業ソングで初のバラード曲

## 収録曲

### 初回生産限定盤【CD+DVD】
CD
1. あと一歩
  - 作詞：KOUDAI IWATSUBO・Ryo Nakamura / 作曲：Ryo Nakamura
2. Crazy for you
  - 作詞：tae / 作曲：iCas
3. ORIGINAL
  - 作詞：tae / 作曲：iCas
4. 全部好き。
  - 作詞：遊助 / 作曲：木村有希
5. Dance Dance Solution
  - 作詞：Yuto Ogawa・Shoko Hamano / 作曲：木村有希
6. 三月
  - 作詞：SoichiroK・Issa Hagiwara / 作曲：SoichiroK・Nozomu.S

DVD
9/22に渋谷duo EXCHANGEにて行われたワンマンライブの映像が10曲収録。
1. Fun Time Funk!!!
2. Dream Arch
3. Let the music flow
4. 伝えたいこと、ちゃんと伝えなくちゃ
5. Secret Summer
6. Feel Good
7. Answer
8. カラフルジャンプ
9. だいすき
10. Melody

### 通常盤【CD】
CD

## タイアップ
| 楽曲     | タイアップ                                                                 |
| -------- | -------------------------------------------------------------------------- |
| あと一歩 | バスケットボール日本女子リーグ Wリーグ公式応援ソング                       |
| あと一歩 | TBS系列「トコトン掘り下げ隊！生き物にサンキュー!!」1-3月エンディングテーマ |